# Ligne 49 du tramway de Budapest
Pour les articles homonymes, voir Ligne 49.
La ligne 49 du tramway de Budapest (en hongrois : budapesti 49-es jelzésű villamosvonal) circule entre Deák Ferenc tér et Kelenföldi pályaudvar. Cette ligne circule dans le centre-ville de Budapest, traversant du côté de Pest le quartier de Józsefváros et du côté de Buda les quartiers de Lágymányos et Kelenföld. Elle dessert la Grande synagogue de Budapest, l'Université Loránd Eötvös, le Musée national hongrois, les Halles centrales de Budapest, l'Université Corvinus de Budapest, Gellért-hegy et la Gare de Budapest-Kelenföld.

## Tracé et stations

### Liste des stations
|  |   |  | Station                           | Correspondances | Arrondissement  | Quartier                     | Desserte |
|  | - |  | --------------------------------- | --- | --------------- | ---------------------------- | --- |
|  | o |  | Deák Ferenc tér M                 | 47 48 72 73 9 16 16B 100E | 5e arr. 7e arr. | Belváros / Erzsébetváros     | Deák Ferenc tér, Erzsébet tér, Théâtre Madách, Temple évangélique de Deák tér, Nouvel Hôtel de ville de Budapest                                 |
|  | o |  | Astoria M                         | 47 47B 48 72 74 5 7 8E 9 108E 110 112 133E 178 | 5e arr. 7e arr. | Belváros / Erzsébetváros     | Hôtel Astoria, Grande synagogue de Budapest, Université Loránd Eötvös                                                                            |
|  | o |  | Kálvin tér M                      | 47 47B 48 72 83 9 15 100E 115 | 5e arr. 8e arr. | Belváros / Palotanegyed      | Kálvin tér, Musée national hongrois, Bibliothèque métropolitaine Ervin Szabó, Temple réformé de Kálvin tér                                       |
|  | o |  | Fővám tér M                       | 2 47 47B 48 83 15 115 | 5e arr. 9e arr. | Belváros / Belső-Ferencváros | Fővám tér, Váci utca, Halles centrales de Budapest, Université Corvinus de Budapest                                                              |
|  | o |  | Szent Gellért tér M               | 19 41 47 47B 48 56 56A 7 133E | 11e arr.        | Szentimreváros / Lágymányos  | Szent Gellért tér, Hôtel Gellért, Thermes Gellért, Église troglodyte Notre-Dame-des-Hongrois, Université polytechnique et économique de Budapest |
|  | • |  | Gárdonyi tér                      | 19 41 47 47B 48 56 56A | 11e arr.        | Szentimreváros / Lágymányos  | |
|  | o |  | Móricz Zsigmond körtér M          | 6 17 19 41 47 47B 48 56 56A 61 7 27 33 114 213 214 240 | 11e arr.        | Szentimreváros / Lágymányos  | |
|  | • |  | Kosztolányi Dezső tér             | 19 7 53 58 114 150 153 154 212 213 214 240 | 11e arr.        | Szentimreváros               | Lac Feneketlen |
|  | • |  | Karolina út                       | 19 7 58 114 153 213 214 | 11e arr.        | Kelenföld                    | |
|  | • |  | Csóka utca                        | 19 | 11e arr.        | Kelenföld                    | |
|  | • |  | Szent Gellért templom             | 19 | 11e arr.        | Kelenföld                    | |
|  | o |  | Kelenföld vasútállomás M Gare MÁV | 1 19 8E 40 40B 40E 58 87 88 88A 88B 101B 101E 103 141 150 153 154 172 173 187 188 188E 250 250B 251 251A 272 689 691 710 712 715 720 722 724 725 727 731 732 734 735 736 760 762 763 767 770 774 775 777 778 798 799 1 30 30A 40 40A | 11e arr.        | Kelenföld                    | Gare routière de Kelenföld |